# Göpfritz an der Wild
Göpfritz an der Wild är en ort och kommun  i Österrike. Den ligger i distriktet Zwettl i förbundslandet Niederösterreich, 90 kilometer nordväst om huvudstaden Wien. 
Kommunen består av nio orter (Ortschaften) (inom parentes invånarantal 1 januari 2024):

- Almosen (68)
- Breitenfeld (175)
- Georgenberg (16)
- Göpfritz an der Wild (749)
- Kirchberg an der Wild (150)
- Merkenbrechts (168)
- Scheideldorf (187)
- Schönfeld an der Wild (126)
- Weinpolz (115)